# Julie Swail
Julie Swail, coniugata Ertel (Anaheim, 27 dicembre 1972), è un'ex pallanuotista ed ex triatleta statunitense.

## Biografia
Ha vinto la sua prima medaglia internazionale nel torneo di pallanuoto dei XIII Giochi panamericani di Winnipeg 1999. 
Ha rappresentato gli Stati Uniti ai Giochi olimpici estivi di Sydney 2000, dove ha guadagnato la medaglia d'argento nel torneo di pallanuto, dopo aver perso la finale contro l'Australia.
Si è distinta anche nel triathlon, disciplina in cui si è laureata campionessa continentale ai XV Giochi panamericani di Rio de Janeiro 2007 nella distanza olimpica. Ha fatto la sua seconda apparizione olimpica ai Pechino 2008, classificandosi diciannovesima nella prova individuale.

## Palamaès

### Pallanuoto
- Giochi olimpici estivi

Sydney 2000: argento;
- Giochi panamericani

Winnipeg 1999: argento;

### Triathlon
- Giochi panamericani

Rio de Janeiro 2007: oro nella distanza olimpica;